# كلارك بيسل
كلارك بيسل هو محامي وقاضي وسياسي أمريكي، ولد في 7 سبتمبر 1782 في لبانون في الولايات المتحدة، وتوفي في 15 سبتمبر 1857 في نوروولك في الولايات المتحدة. نشط حزبياً في حزب اليمين. وقد انتخب عضو مجلس ولاية كونيتيكت ‏ وانتخب عضو مجلس نواب كونيتيكت ‏ وانتخب حاكم كونيتيكت ‏ (5 مايو 1847 – 2 مايو 1849).